# Karol Swierzawski
Karol Swierzawski, död 1806, var en polsk skådespelare. 
Han tillhörde Polens första inhemska yrkesaktörer. Han spelade en pionjäroll inom den polska teatern och var en ledande aktör inom den första inhemska Nationalteatern, Warszawa, 1765–1806. 